# Семекиш
Семекиш — исчезнувшее село в Нижнегорском районе Республики Крым, включённое в состав Акимовки, сейчас средняя часть села.

## История
Впервые селение Севменшик (или Сесменшик) встречается в Списке населённых пунктов Крымской АССР по Всесоюзной переписи 17 декабря 1926 года, согласно которому в этом селе Акимовского сельсовета Джанкойского района числилось 27 дворов, из них 25 крестьянских, а население составляло 156 человек. В национальном отношении учтено 147 русских, 8 немцев, 1 записан в графе «прочие». Постановлением ВЦИК «О реорганизации сети районов Крымской АССР» от 30 октября 1930 года (по другим сведениям 15 сентября 1931 года) был создан Сейтлерский район и село передали в его состав. Вариант названия Семекиш впервые встречается на карте-двухкилометровке РККА 1942 года. С 25 июня 1946 года Семекиш в составе Крымской области РСФСР. Указом Президиума Верховного Совета РСФСР от 18 мая 1948 года, Семекиш объединили с селом Акимовка.